# 题玛茶卡
题玛茶卡（藏語：དེའུ་དམར་ཚྭ་ཁ།，威利转写：de'u dmar tshwa kha，THL：Deumar Tsakha）位于中国西藏自治区那曲市尼玛县境内，地处尼玛县中部，湖面海拔4830米，湖长3.3公里，最大宽2公里，平均宽1.6公里，面积5.1平方公里。